# Yamaha XT 250
La Yamaha XT 250 è una motocicletta prodotta dalla casa motociclistica giapponese Yamaha Motor dal 1980 al 1991 e poi nuovamente dal 2008.

## Storia
Questa moto è stata prodotta in tre serie, la prima serie va dal 1980 al 1985. È estremamente semplice in tutto dalla meccanica alle sovrastrutture praticamente inesistenti, la moto è costituita da una carenatura molto spartana, un parafango posteriore minimale, una grande sella, un grande serbatoio (ma non molto capiente), un parafango anteriore, con particolari fori nella parte posteriore al canotto di sterzo, che permettono di scaricare la terra, ma principalmente aiutano l'aria a non rimanere intrappolata e ridurre l'alleggerimento dell'anteriore.

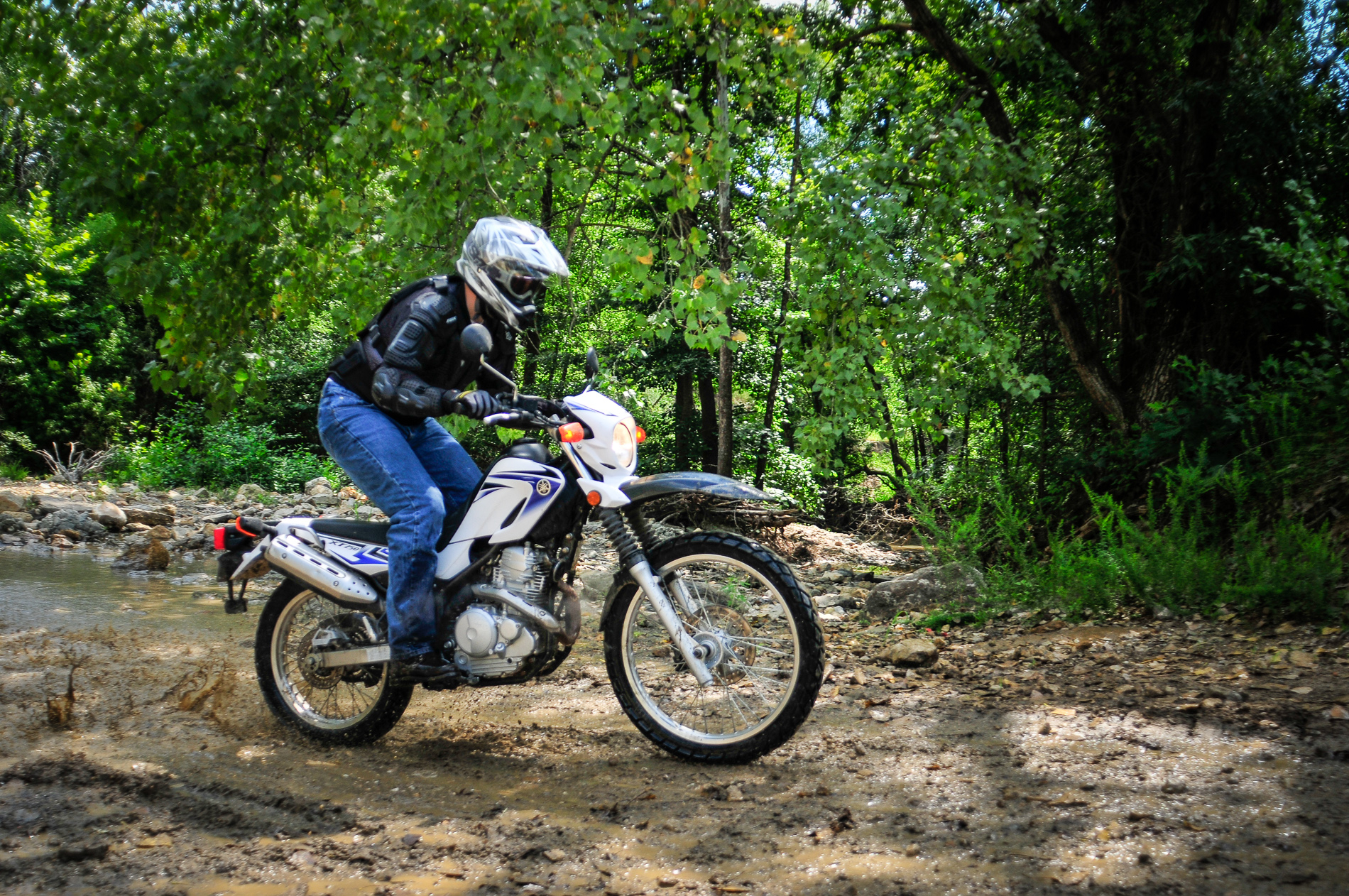
XT250 del 2008

La seconda serie va dal 1986 al 1991 rimane abbastanza simile, ma cambia il forcellone posteriore, che ora diventa munito di leveraggi con sospensione orizzontale, il motore rimane lo stesso, ma passa da un sistema SOHC a DOHC aumentando di potenza da 17 CV a 27 CV, il serbatoio viene ridimensionato e fatto in plastica invece che di metallo, assumendo una forma più compatta (cubica), viene aggiunta la mascherina anteriore, la sella diventa più lunga e più scavata anteriormente, formando una fossa prima del serbatoio, per evitare di andare troppo avanti con il corpo.
La terza serie è stata introdotta nel 2008.